# Joan Harshbarger
Joan Harshbarger (Estados Unidos, 17 de noviembre de 1956) es una nadadora estadounidense retirada especializada en pruebas de estilo libre larga distancia, donde consiguió ser subcampeona mundial en 1973 en los 800 metros estilo libre.

## Carrera deportiva
En el Campeonato Mundial de Natación de 1973 celebrado en Belgrado (Yugoslavia), ganó la medalla de plata en los 800 metros estilo libre, con un tiempo de 8:55.56 segundos, tras la italiana Novella Calligaris  (oro con 8:52.97 segundos que fue récord del mundo) y por delante de la alemana Gudrun Wegner  (bronce con 9:01.82 segundos).